# Thomas Galbraith, 2:e baron Strathclyde

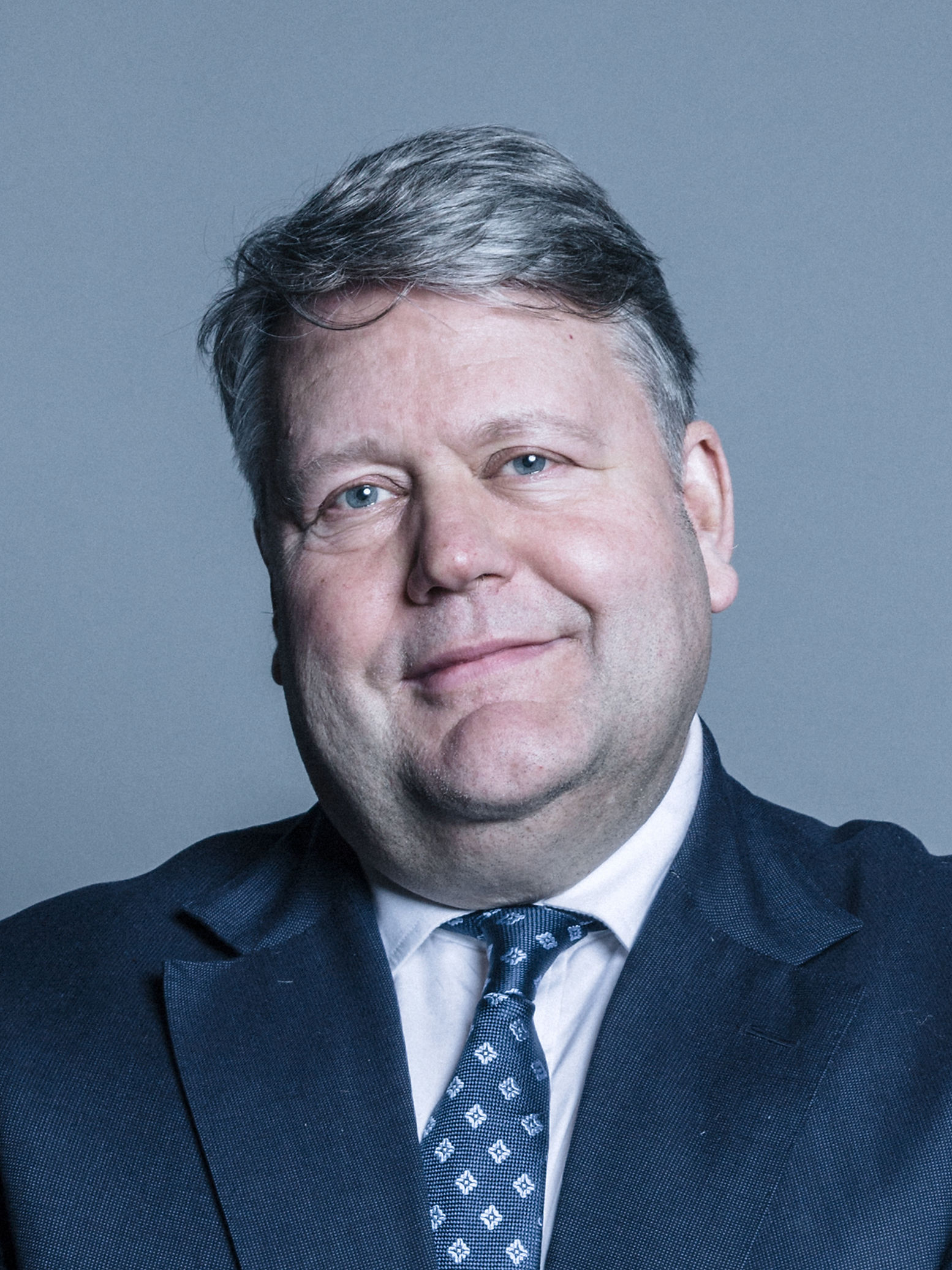
Lord Strathclydes officiella porträtt

Thomas Galloway Dunlop du Roy de Blicquy Galbraith, 2:e baron Strathclyde, född 22 februari 1960 i Glasgow, är en brittisk konservativ politiker.
Thomas Galbraith blev baron och ledamot av det brittiska parlamentets överhus år 1985 – efter farfaderns död (fadern Tam Galbraith hade avlidit 1982). Lord Strathclyde fick behålla sin plats i överhuset efter 1999 års överhusreform när de flesta andra som ärvt sin plats där förlorade den.
Från 2010 till 2013 var Strathclyde ledare för överhuset och kansler för hertigdömet Lancaster i regeringen Cameron.
Med tanke på de då aktuella reformplanerna trodde han i juni 2011 att Storbritannien i framtiden skulle komma att ha en senat i stället för överhuset i dess nuvarande form. Första tredjedelen av ledamöterna hade kunnat väljas så tidigt som år 2015 om regeringen Camerons reformförslag genomförts som det var tänkt.